# Ulrikka Fredrikke Lehmann Barth
Ulrikka Fredrikke Barth (Lyndal, 26 januari 1819 – 24 maart 1903) was een Noorse componiste. Zij dankt haar bekendheid aan haar huwelijk met Halfdan Lehmann in 1861. Voor wat betreft de muziek is zij alleen bekend van Vejviseren synger voor een a capella mannenkoor. Zij was tijdgenote van Agathe Barker Grøndahl en Fredrikke Egeberg. Zij is een dochter van een plaatselijk bekend magistraat, die ook verantwoordelijk is voor haar naam: Ulrik Fredrik Barth (28 mei 1778 - 24 december 1867) uit Hjelmeland en Moss.